# هیل‌هاوس کپیتال
هیل‌هاوس کپیتال (高瓴资本) شرکت خدمات مالی چینی است، که در سال ۲۰۰۵ توسط لی ژانگ تأسیس شد.